# América, América (canción)
«América, América» es una canción escrita por José Luis Armenteros y Pablo Herrero e interpretada por el cantante español Nino Bravo.

## Producción
La orquestación fue grabada en Londres mientras que la voz fue grabada por Nino Bravo en Madrid, tan solo unas semanas antes de sufrir el accidente que le costaría la vida. El álbum salió al mercado unos meses después de su muerte y en solo unas semanas se convirtió en un éxito de ventas. El sencillo alcanzó el número uno de las listas de éxitos españolas en 1973. En 2013, el tema fue incluido en el Salón de la Fama de los Grammy latinos.

## Versión de Luis Miguel
En 1986 fue interpretada por Luis Miguel durante su participación en el Festival de Viña del Mar 1986. Posteriormente, en 1992 la canción original fue modificada e incluida en su álbum en vivo América & en vivo. La canción alcanzó el número 20 en la lista Billboard Hot Latin Songs. El vídeo musical de «América, América» fue filmado en varios lugares en los Estados Unidos y Puerto Rico. Luis Miguel dedicó la canción a los soldados que participaron en la Guerra del Golfo. El vídeo musical ganó el premio MTV International en los MTV Video Music Awards 1993 y recibió una nominación al vídeo del año en el 5° Premio Lo Nuestro ese mismo año.